# Filharmonia im. Mieczysława Karłowicza w Szczecinie
Filharmonia im. Mieczysława Karłowicza w Szczecinie thành lập năm 1948, là dàn nhạc giao hưởng thành phố Szczecin, Ba Lan. Năm 2015, tòa nhà mới do dàn nhạc này xây dựng được trao giải thưởng Liên minh châu Âu về kiến trúc đương đại.

## Lịch sử
Buổi hòa nhạc đầu tiên dưới sự chỉ huy của nhạc trưởng Felicjan Lasota (ngày 25 tháng 10 năm 1948). Năm 1958, dàn nhạc giao hưởng được đặt theo tên của nhà soạn nhạc và nhạc trưởng cổ điển nổi tiếng người Ba Lan Mieczysław Karłowicz (1876-1909) Từ ngày 14 tháng 9 năm 2014, vị trí làm việc của dàn nhạc giao hưởng là một tòa nhà tọa lạc trên đường 48 Małopolska, do Studio Barozzi Veiga từ Barcelona thiết kế.
Địa điểm âm nhạc của dàn nhạc Szczecin có diện tích 13 000 mét vuông, có phòng hòa nhạc chính với 1000 chỗ ngồi, một hội trường nhỏ hơn với sức chứa 200 khán giả và một số phòng hội nghị. Tòa nhà có mặt tiền làm bằng kính mờ, khiến tòa nhà phát sáng màu trắng vào ban đêm. Đây đã trở thành một biểu tượng mới của thành phố và nhận được nhiều giải thưởng kiến trúc: Giải nhất trong cuộc thi Eurobuild Awards 2014 uy tín trong hạng mục Thiết kế kiến trúc của năm. Năm 2014, nhà soạn nhạc nổi tiếng người Ba Lan Krzysztof Penderecki đã chỉ huy dàn nhạc trong lễ khai trương chính thức địa điểm mới.

## Giám đốc
- Dorota Serwa (2012–nay)
- Andrzej Oryl (2006-2012)
- Jadwiga Igiel-Sak (1994-2006)
- Jarosław Lipke (1990-1994)
- Stefan Marczyk (1971-1990)
- Józef Wiłkomirski (1955-1971)
- Janusz Cegiełła (1953-1955)

## Một số hình ảnh

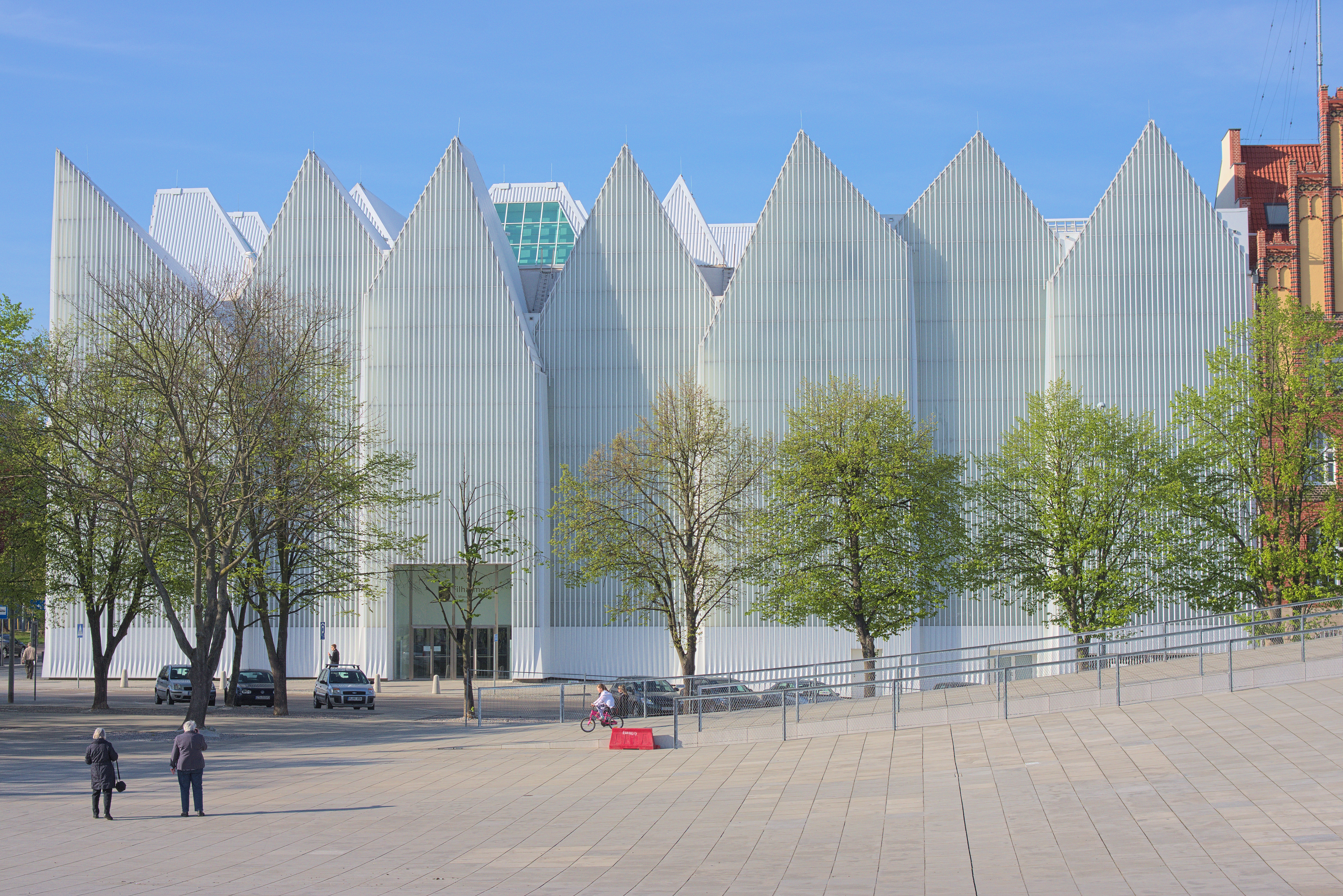
Hội trường dàn nhạc giao hưởng Szczecin, nhìn từ quảng trường Solidarności
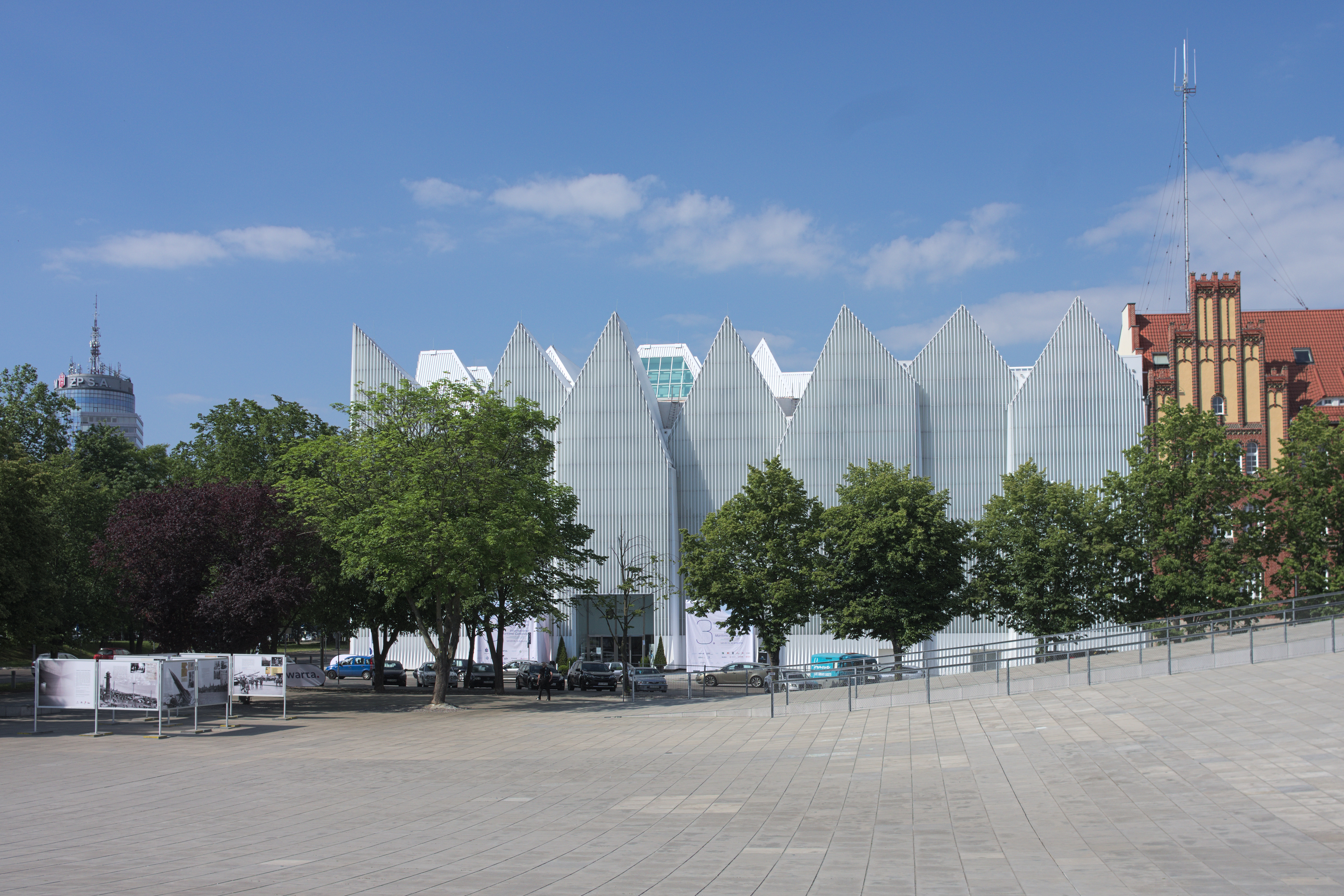
Hội trường dàn nhạc giao hưởng Szczecin, nhìn từ quảng trường Solidarności
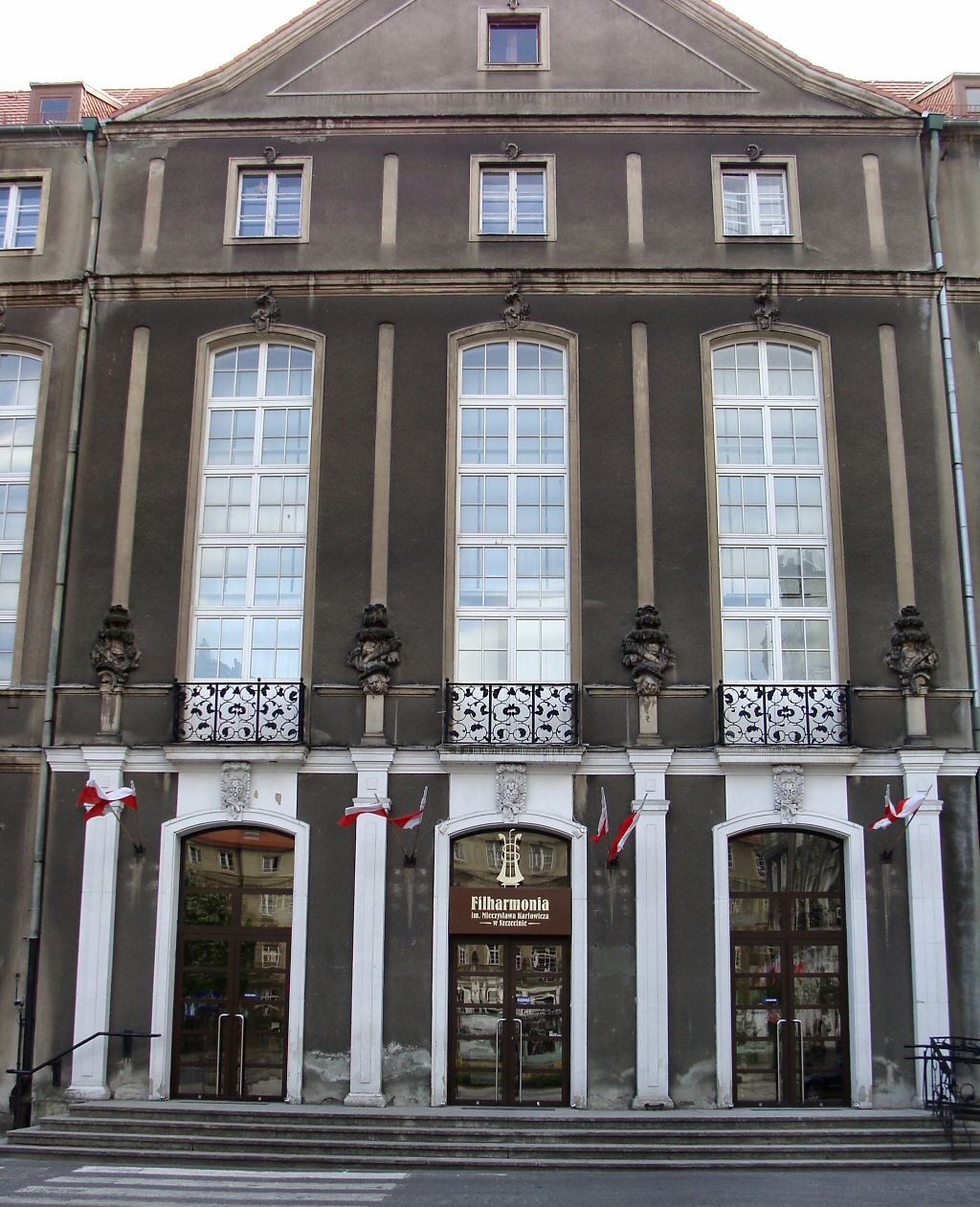
Lối vào tòa nhà cũ của dàn nhạc giao hưởng Szczecin, quảng trường Armii Krajowej
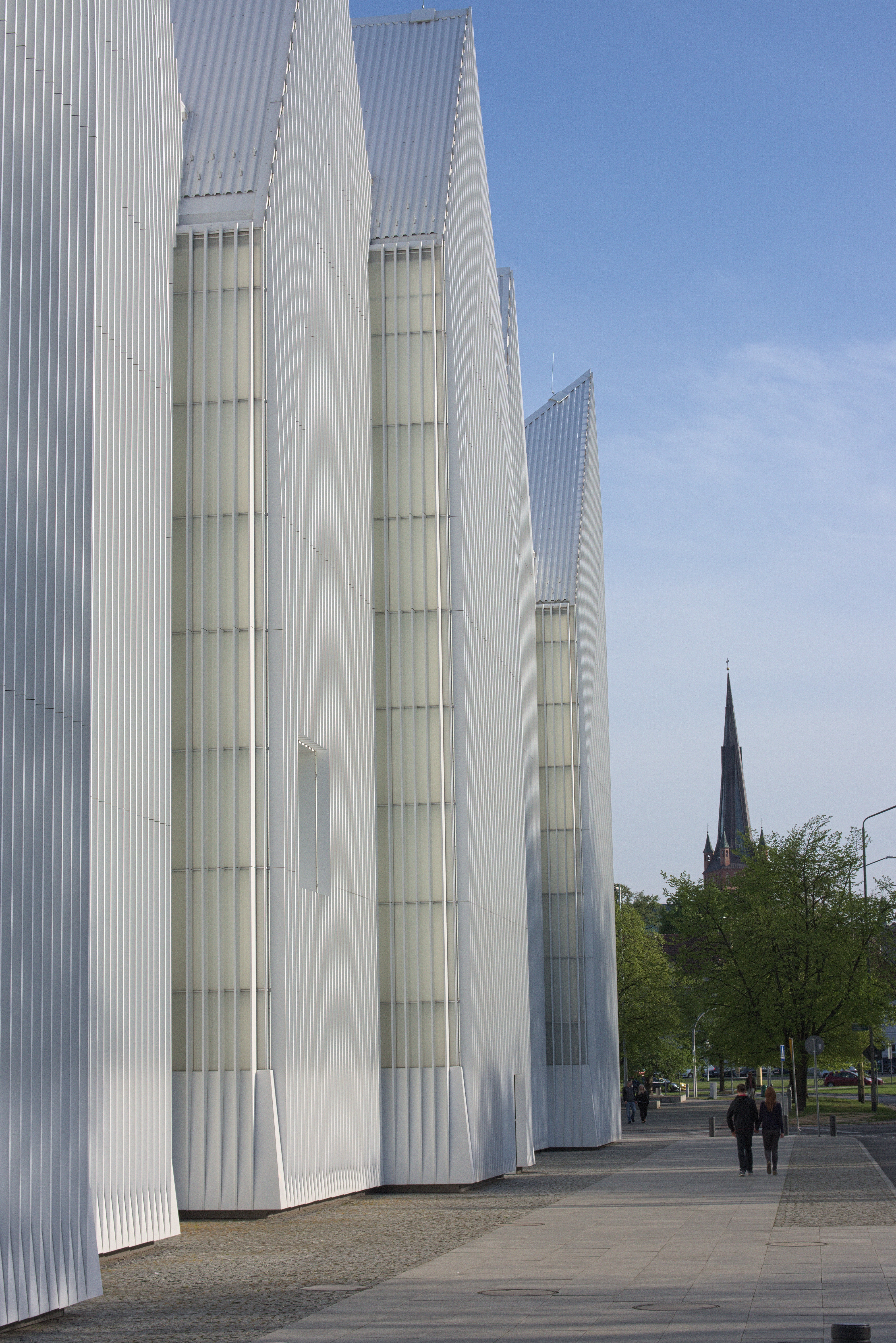
Tòa nhà mới, 48 phố Małopolska, nhìn từ phía bên cạnh Quảng trường Hołd Pruski
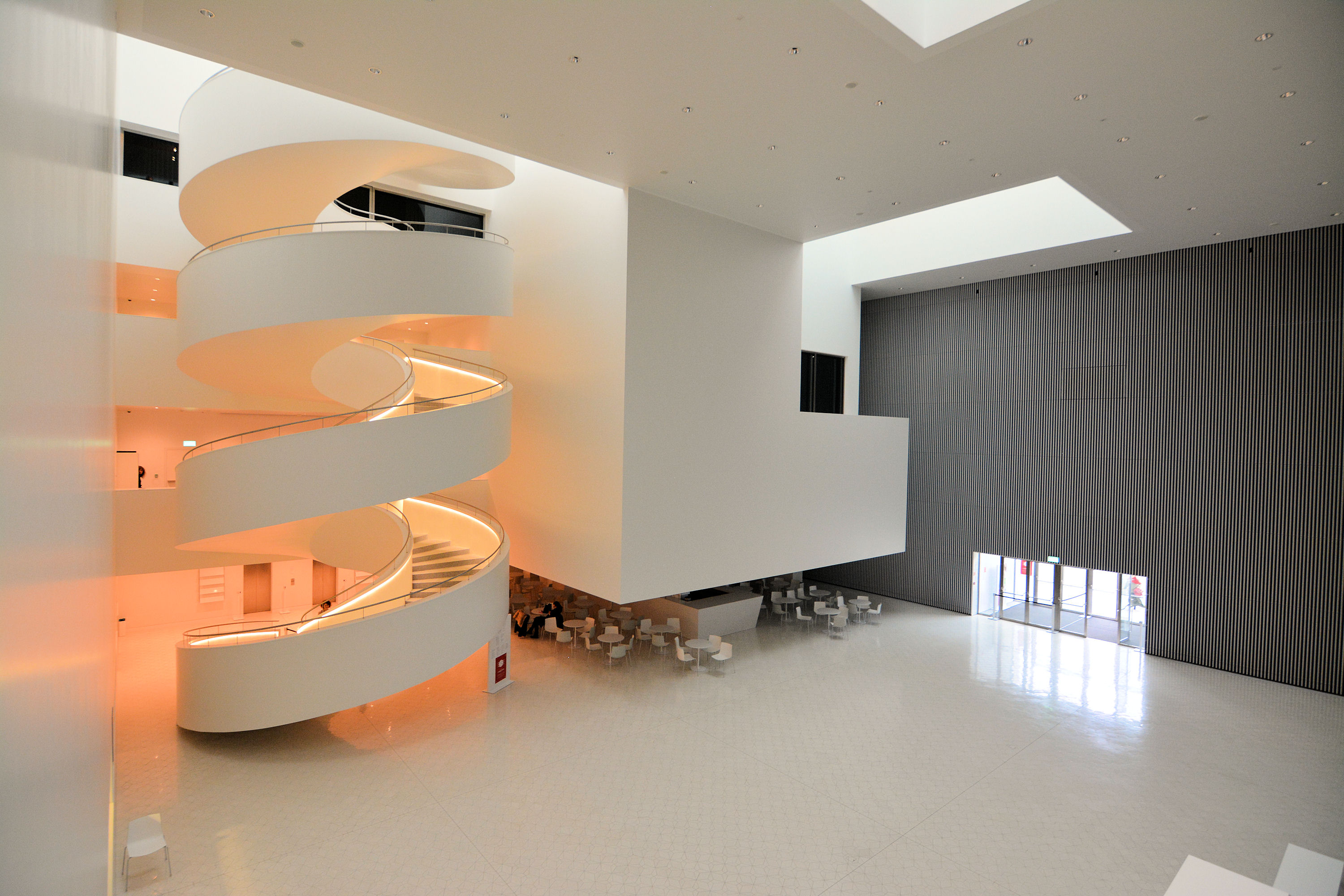
Nội thất của tòa nhà mới
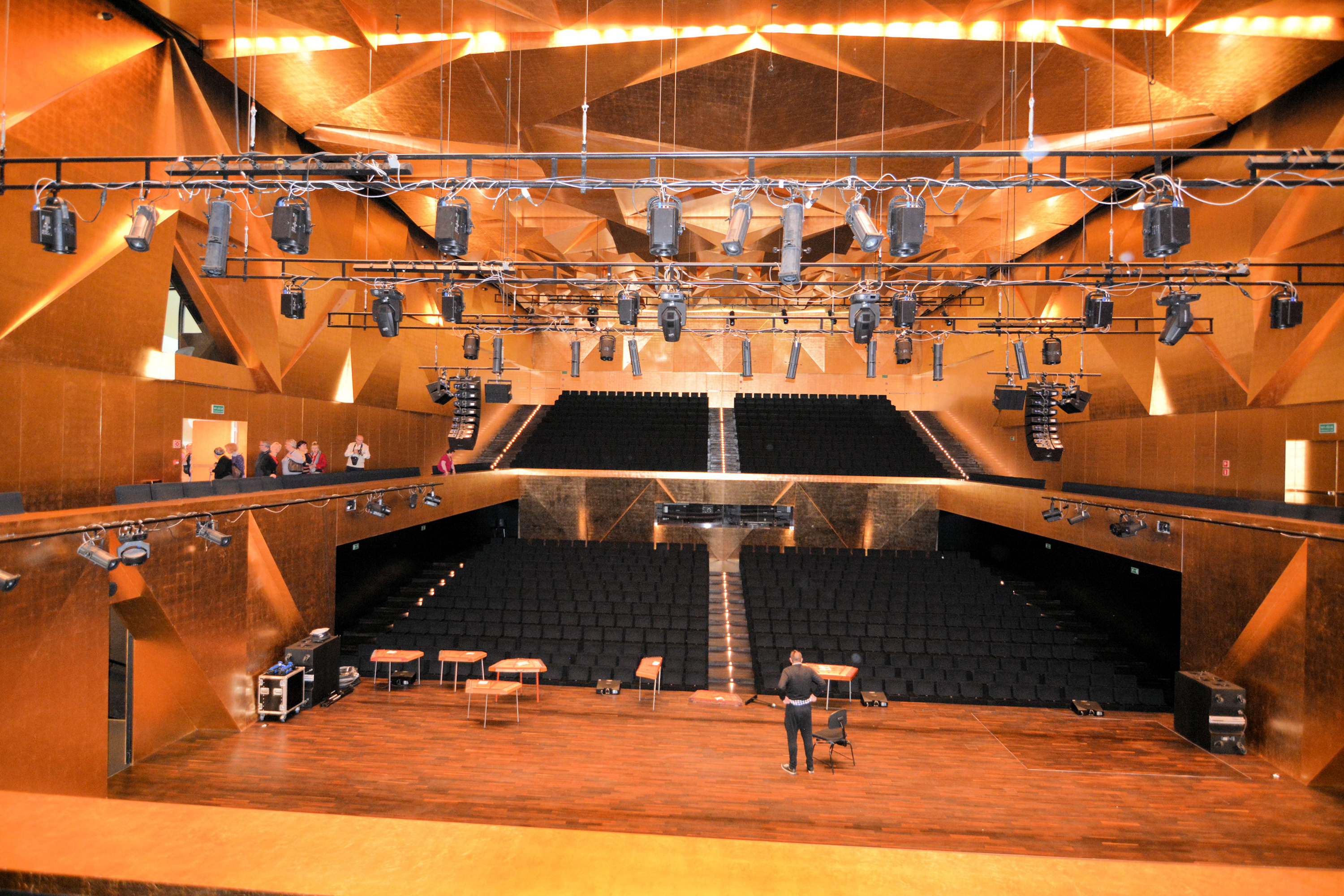
Sảnh chính của dàn nhạc giao hưởng Szczecin
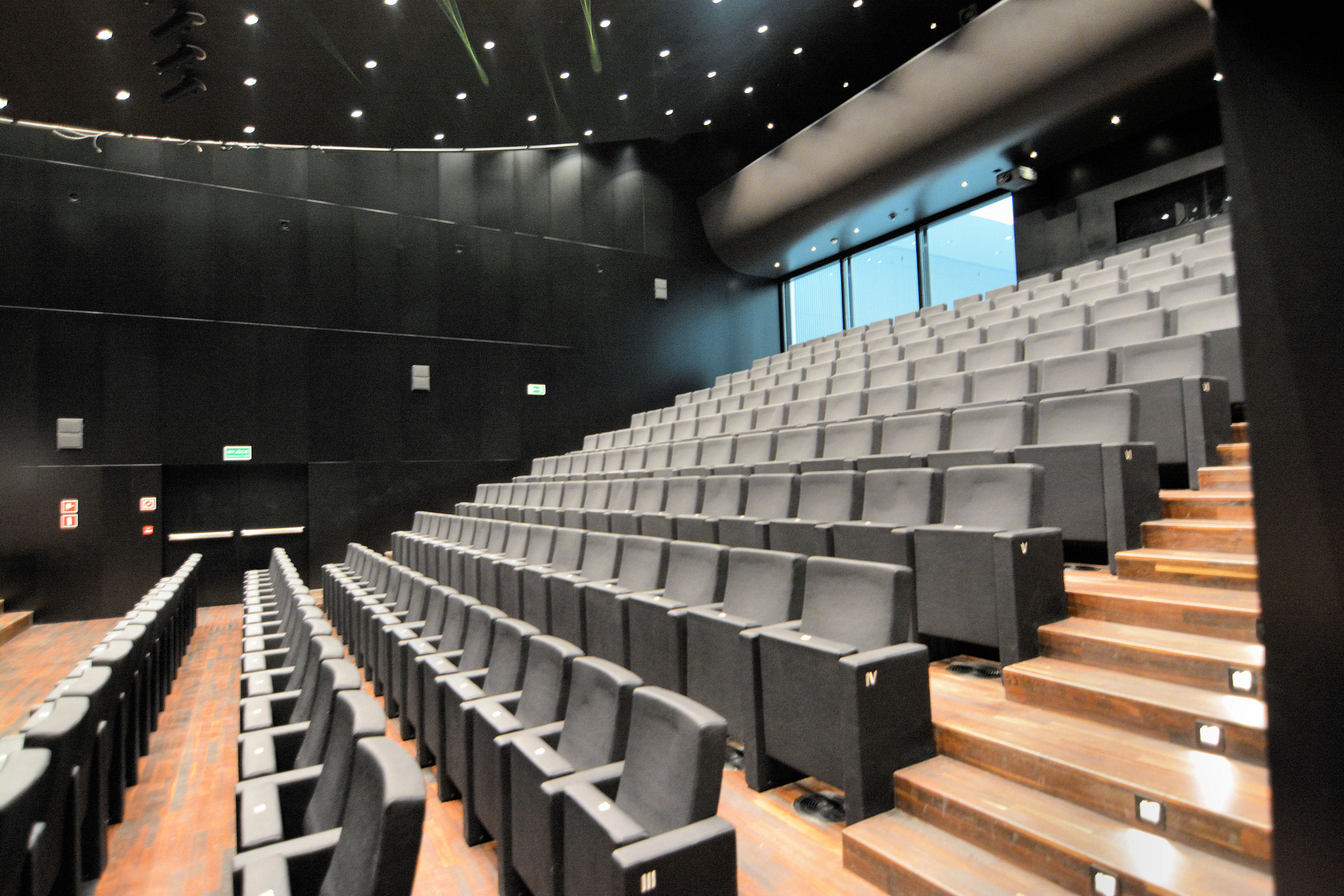
Nội thất của Hội trường dàn nhạc giao hưởng Szczecin